# Era espacial

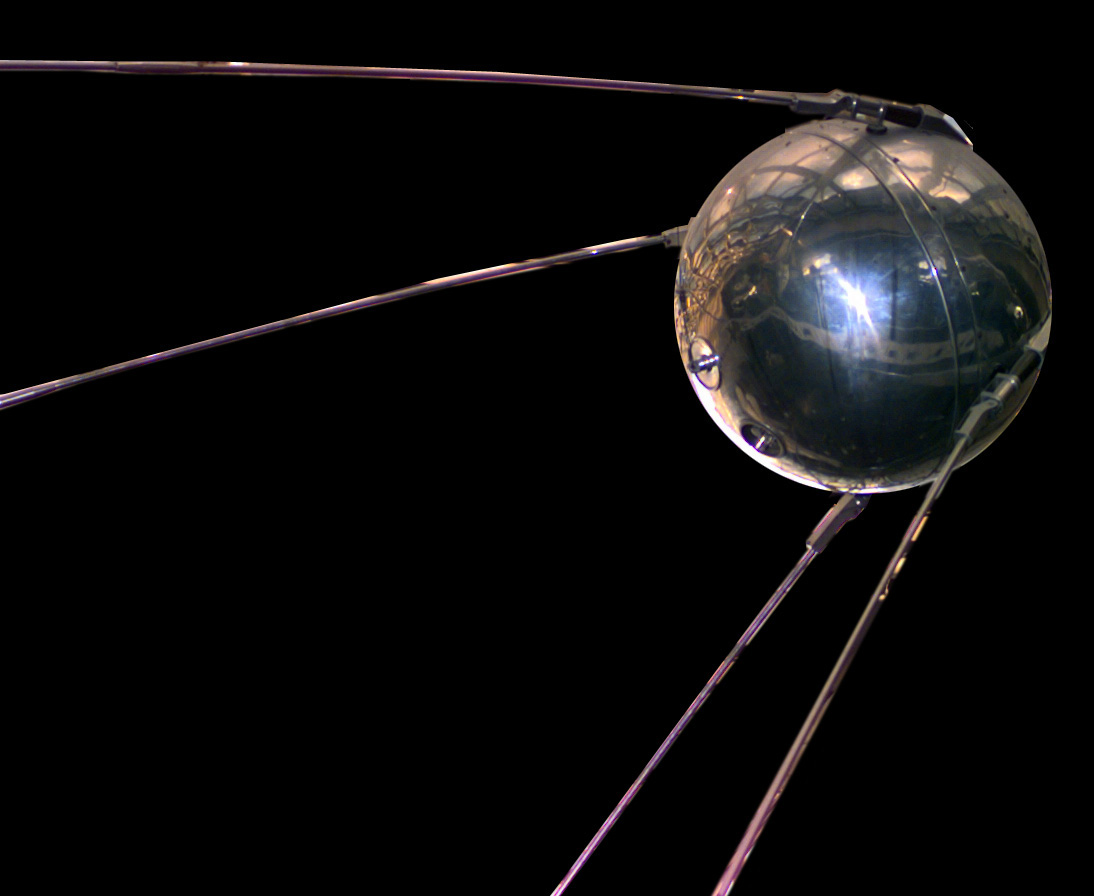
El lanzamiento del satélite Sputnik 1 marcó el inicio de la era espacial.
thumb|upright=1.1|center|Las señales del Sputnik 1 continuaron durante 22 días.

Se conoce como era espacial al período que comprende las actividades relacionadas con la carrera espacial, la exploración espacial, la tecnología espacial y los desarrollos culturales influidos por estos acontecimientos.  

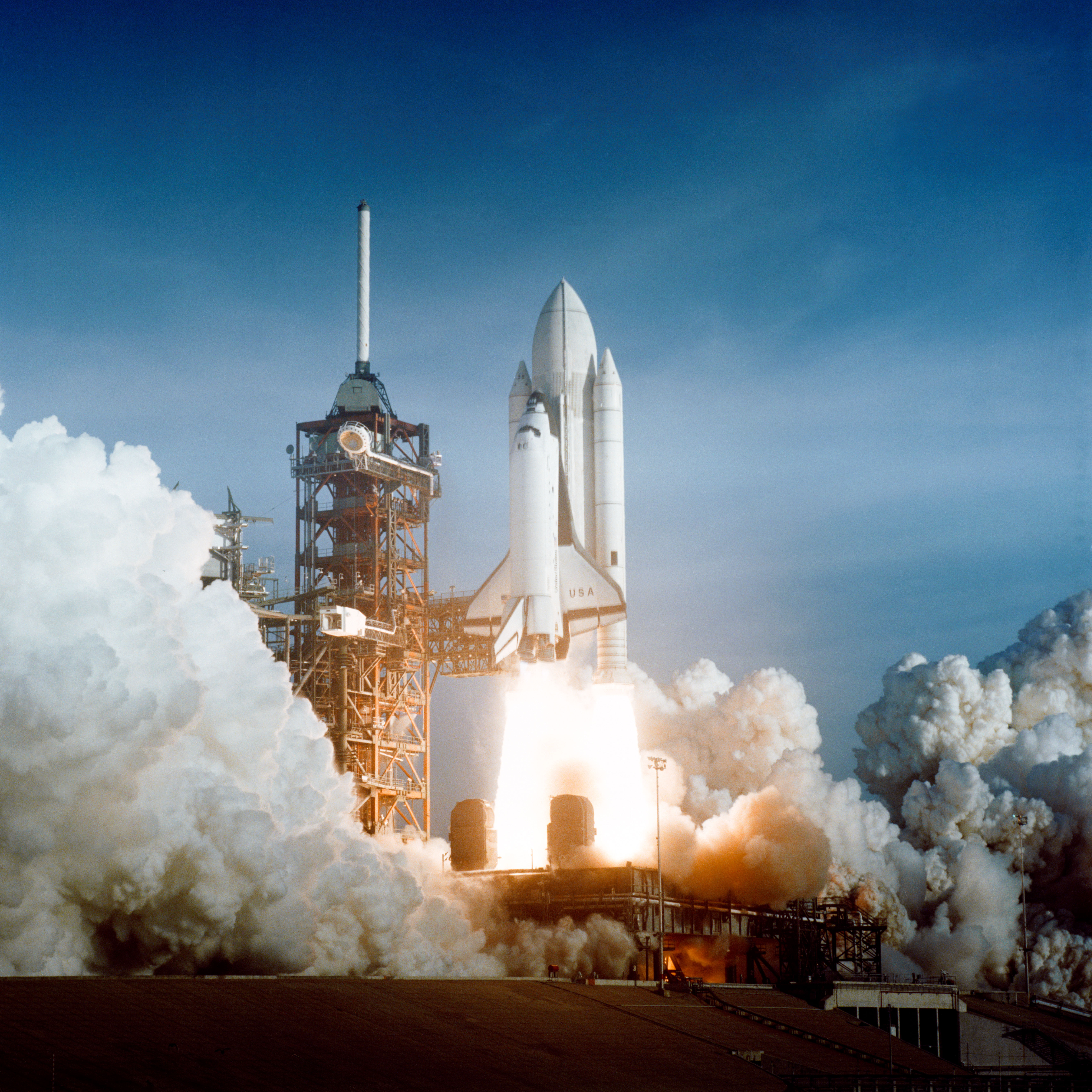
La lanzadera espacial despega en una misión tripulada al espacio

La carrera espacial fue una pugna entre Estados Unidos y la Unión Soviética por la conquista del espacio que duró aproximadamente de 1955 a 1975. Supuso el esfuerzo paralelo de ambos países de explorar el espacio exterior con satélites artificiales y de enviar astronautas al espacio y a la superficie lunar.

## Historia
La era espacial inició el 4 de octubre de 1957, con el lanzamiento del Sputnik I por la Unión Soviética, que fue el primer satélite artificial de la historia en orbitar la Tierra. El lanzamiento del Sputnik I desembocó en una nueva era de logros políticos, económicos y tecnológicos que acabaron tomando el nombre de era espacial. Este período se caracterizó por el rápido desarrollo de nuevas tecnologías durante la llamada carrera espacial, mantenida entre los Estados Unidos y la Unión Soviética. Se hicieron avances rápidamente en ciencia de materiales, informática y muchas otras áreas. Gran parte de la tecnología desarrollada originalmente para aplicaciones espaciales ha sido utilizada en otras áreas.
También se podría considerar que la era espacial comenzó mucho antes del 4 de octubre de 1957, ya que en junio de 1944, un cohete V-2 alemán se convirtió en el primer objeto fabricado por el hombre que entró en el espacio, aunque por poco tiempo. Algunos incluso consideran que marzo de 1926 fue el inicio de la era espacial, cuando el pionero estadounidense de los cohetes Robert H. Goddard lanzó el primer cohete de combustible líquido del mundo, aunque su cohete no llegó al espacio exterior.
La era espacial alcanzó su auge con el programa Apolo. El aterrizaje del Apolo XI fue un acontecimiento que vieron más de 500 millones de personas a lo largo del globo terráqueo, y está ampliamente reconocido como uno de los momentos clave del siglo XX.
Durante la década de 1990, los fondos destinados al ámbito espacial decayeron súbitamente tras la desintegración de la Unión Soviética, dado que la NASA no tenía competencia directa. Además, la percepción pública de los peligros y el coste de la exploración espacial en los Estados Unidos se vio gravemente afectada por el accidente del transbordador espacial Challenger de 1986.

## Periodo actual

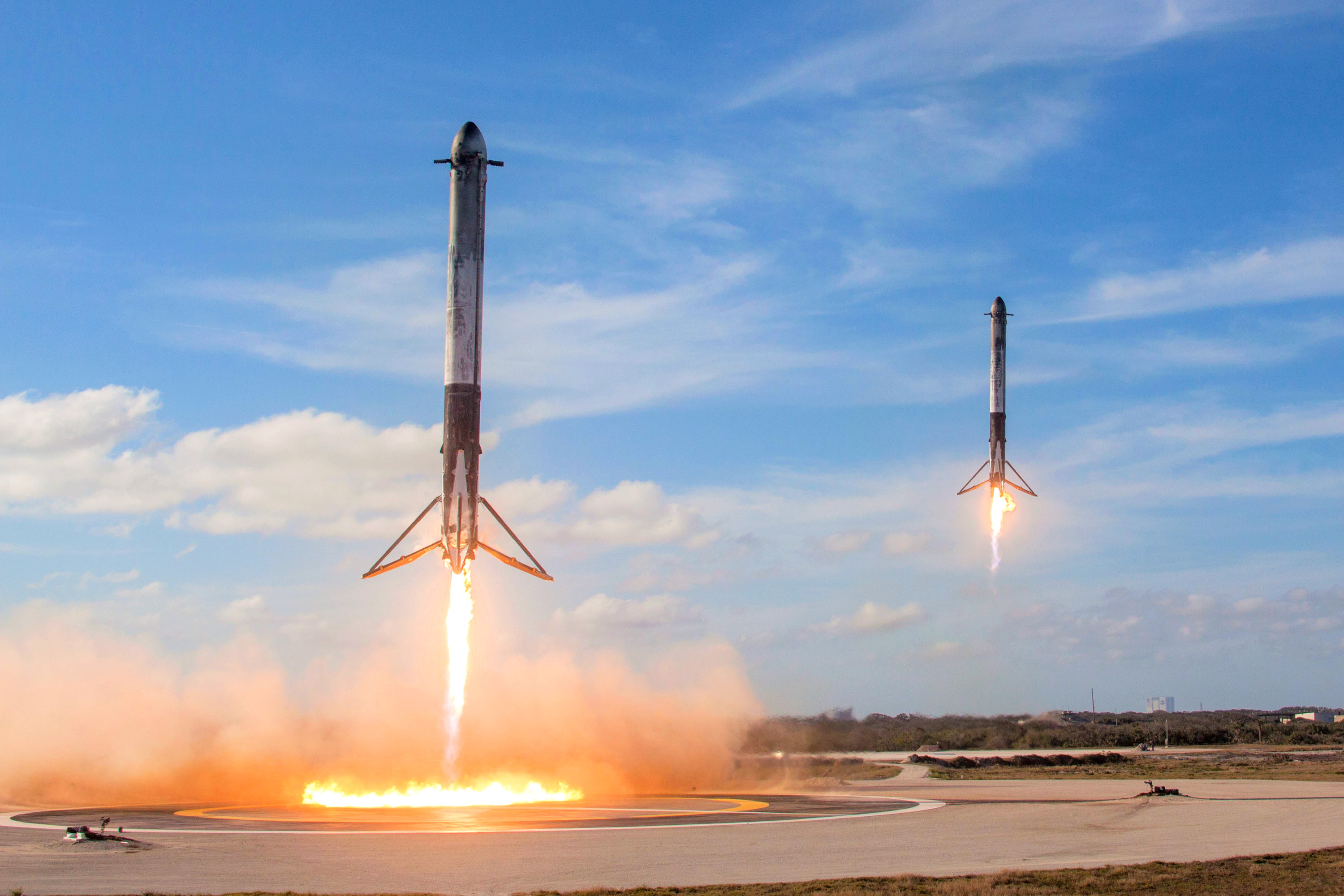
Los propulsores laterales reutilizables Falcon Heavy de SpaceX aterrizan al unísono en las zonas de aterrizaje 1 y 2 de Cabo Cañaveral después del vuelo de prueba el 6 de febrero de 2018.

A principios del siglo XXI, se impulsó la competición Ansari X-Prize para ayudar al desarrollo de la exploración espacial comercial. El premio fue obtenido por Space Ship One en 2004, que pasó a ser el primer vehículo espacial no subvencionado por ningún Gobierno. [cita requerida]
En la actualidad, hay un creciente número de proyectos relacionados con el espacio, ya sea de la mano de los Estados o empresas privadas. El programa Artemisa, llevado a cabo principalmente por la NASA, tiene como objetivo enviar nuevamente humanos a la Luna y establecer sitios habitables. Según la NASA, este es el primer paso para enviar vuelos tripulados a Marte. Además, el rol de las compañías privadas en materia espacial se está incrementando. Por ejemplo, para el año 2023 se llevará a cabo el proyecto dearMoon, que está financiado por el multimillonario japonés Yusaku Maezawa. Para dicho fin, se utilizará la nave Starship de SpaceX, una empresa privada de origen estadounidense. El proyecto dearMoon es un claro ejemplo de turismo espacial.

## Acontecimientos principales
- 4 de octubre de 1957: La Unión Soviética pone en órbita el Sputnik I, el primer satélite artificial del mundo.
- 12 de abril de 1961: Yuri Gagarin es el primer hombre en llegar al espacio.
- 5 de mayo de 1961: Alan Shepard es el primero en pilotar manualmente una nave espacial durante el vuelo, y en permanecer dentro de ella durante el aterrizaje, siendo así el primer vuelo espacial humano completo según las definiciones de la entonces FAI.[6][7]
- 21 de julio de 1969: Neil Armstrong es la primera persona en caminar por la Luna.
- 12 de abril de 1981: Se lanza por primera vez el transbordador espacial estadounidense, el primer vehículo espacial reutilizable.
- 19 de febrero de 1986: Se lanza la estación espacial Mir, que permaneció en órbita durante 15 años.
- 22 de marzo de 1995: Por primera vez un ser humano (Valery Polyakov) permanece en el espacio ininterrumpidamente durante 14 meses.
- Agosto de 2012: La sonda Voyager 1 se convierte en el primer objeto construido por en ser humano en llegar al espacio interestelar.[8]
- 11 de julio de 2021: primer vuelo comercial de turismo espacial en el Virgin Galactic Unity 22